# Василий Велики Комнин
Василий Велики Комнин (на средногръцки: Βασίλειος Μέγας Κομνηνός) е трапезундски император от 1332 до смъртта си през 1340 г.

## Ранни години
Той е третият, най-малък син на император Алексий II Велики Комнин и на грузинската принцеса Джиаджак Якели. Когато през 1330 г. старият император умира и на престола се възкачва най-големият му син Андроник, другите двама братя на Василий – Георги и Михаил, са убити по заповед на новия император. По това време Василий се намирал в Константинопол, благодарение на което не споделил съдбата на двамата си братя.

## Възцаряване и управление
Василий остава в Константинопол до смъртта на брат си Андроник и възкачването на малолетния му син Мануил II на трапезундския престол през 1332 г. Тогава провизантийската партия в двора отправила покана към Василий да се завърне в родината и да заеме престола на малолетния император. През август 1332 г. малолетният Мануил II е детрониран и изпратен в манастир, а Василий е коронован за император. Управлението си новият император започва с репресии срещу всички грузински аристократи, които заемат висши длъжности в управлението. Така отстранени от властта били великият дука Лека и синът му – великият доместик Цамбас. За нов велик дука е назначен евнухът Йоан, който обаче организирал заговор и метеж с цел връщането на престола на малолетния Мануил II. Въстанието на Йоан е потушено, а Мануил II е удушен, за да се елиминира всяка бъдеща заплаха за властта на Всилий.
Изгубил доверие в местните аристократи и ползвайки се с омразата на народа, Василий започва да се обгражда с наемни отряди от телохранители, които се държали изключително дръзко и арогантно спрямо местното население, а това подклаждало омразата на местните до такава степен, че по време на едно слънчево затъмнение, което било изтълкувано като проява на божия гняв, жителите на града нападнали императора с камъни и го принудили да търси спасение зад стените на градската цитадела.
На 17 септември 1334 г. Василий сключва династичен съюз с византийския император Андроник III Палеолог, женейки се за незаконната му дъщеря Ирина Палеологина. Скоро обаче отношенията между съпрузите се влошили до такава степен, че Василий напуснал съпругата си и заживяла открито с любовницата си – също на име Ирина, която му родила четири деца. На 9 юли 1339 г. Василий се оженил за любовницата си, след като вероятно получил благословия за развод с Ирина Палеологина от местния митрополит и клира. Срещу този брак се обявява константинополският патриарх Йоан XIV Калека, който смятал втория брак на императора за прелюбодеяние и с едно съхранено до днес писмо осъдил действията на трапезундския митрополит и останалите духовници, които допуснали това безчестие в ущърб на църковните канони, и им заповядал да разрешат проблема под заплахата да ги отстрани от тялото на църквата.
От напрегнатата ситуация в столицата се възползвал огузкият шейх Хасан, който нападнал с войските
си Трапезунд на 5 юли 1335 г. Сраженията се концентрирали главно около палисадата на Свети Кириак и по планината Минтрион, но само внезапно разразилата се буря позволила на трапезундците да отблъснат противника.
Василий Велики Комнин умира на 6 април 1340 г., вероятно отровен от съпругата си Ирина Палеологина, която скоро след това се възкачила на престола.

## Наследници
От втората си съпруга Ирина Василий Велики Комнин има четири деца:
- Анна
- Алексий
- Йоан, като император приел името Алексий III
- Мария
- Теодора